# Dietland
Dietland è una serie televisiva statunitense creata e diretta da Marti Noxon. È basata sull'omonimo romanzo del 2015 di Sarai Walker. È stata trasmessa dal 4 giugno al 30 luglio 2018 sul canale AMC.
In Italia, la serie è stata pubblicata dal 5 giugno al 31 luglio 2018 su Amazon Video.

## Trama
La serie si concentra su Alicia Kettle, una donna grassa (soprannominata Prugna), una redattrice di moda che vuole sottoporsi a un'operazione dimagrante. Ma le organizzazioni femministe interferiscono col suo progetto.

## Episodi
| Stagione       | Episodi | Prima TV USA | Pubblicazione Italia |
| -------------- | ------- | ------------ | -------------------- |
| Prima stagione | 10      | 2018         | 2018                 |

## Personaggi e interpreti

### Principali
- Alicia "Prugna" Kettle, interpretata da Joy Nash, doppiata da Rachele Paolelli
- Kitty Montgomery, interpretata da Julianna Margulies, doppiata da Roberta Pellini
- Dominic O'Shea, interpretato da Adam Rothenberg, doppiato da Christian Iansante
- Julia, interpretata da Tamara Tunie, doppiata da Alessandra Korompay
- Verena Baptist, interpretata da Robin Weigert, doppiata da Chiara Colizzi
- Cheryl Crane-Murphy, interpretata da Rowena King, doppiata da Sabrina Duranti
- Leeta Albridge, interpretata da Erin Darke, doppiata da Veronica Puccio
- Eladio, interpretato da Ricardo Davila
- Steven, interpretato da Tramell Tillman, doppiato da Massimo Bitossi
- Ben, interpretato da Will Seefried

### Ricorrenti
- Clive, interpretato da Dariush Kashani
- Marlowe Buchanan, interpretata da Alanna Ubach, doppiata da Roberta De Roberto
- Sana, interpretata da Ami Sheth
- Stanley Austen, interpretato da Campbell Scott
- Rubi, interpretata da Jen Ponton
- Abra Austen, interpretata da Kelly Hu
- Bobby, interpretato da Marc Blucas
- Jake, interpretato da Mark Tallman
- Barbara, interpretata da Mya Taylor

## Produzione
A luglio 2017, AMC ha ordinato la prima stagione della serie.
Ad agosto 2017, è stato annunciato che Joy Nash doveva svolgere il ruolo da protagonista.
A novembre 2017, è stato comunicato che il cast era formato da: Julianna Margulies nei panni di Kitty Montgomery, Rowena King nel ruolo di Cheryl Crane-Murphy, Robin Weigert nei panni di Serena Baptist, Tramell Tillman nel ruolo di Steven, Will Seefried nei panni di Ben, Ricardo Davila nel ruolo di Eladio. Il mese successivo si sono aggiunti al cast della serie Mark Tallman e Mya Taylor.
A marzo 2018, è stato reso noto che altri attori si erano uniti al cast: Alanna Ubach nel ruolo di Marlowe Buchanan, Ami Sheth nel ruolo di Sana, Campbell Scott nel ruolo di Stanley Austen, Jen Ponton nel ruolo di Rubi, Kelly Hu nel ruolo di Abra Austen e Marc Blucas nel ruolo di Bobby.
Il 20 settembre 2018, AMC cancella la serie dopo una sola stagione.

## Accoglienza
Sul sito di recensioni Rotten Tomatoes, la serie ha avuto un punteggio di approvazione dell'81% basato su 32 recensioni, con un punteggio medio di 7,05/10. La critica del sito web recita: "Dietland offre commenti tempestivi e coinvolgenti con umorismo abbastanza sufficiente da compensare un approccio narrativo occasionalmente sparso." Metacritic, che usa una media ponderata, ha assegnato un punteggio di 66 su 100 basati su 20 critici, che indicano "recensioni generalmente favorevoli".